# Vietnam i olympiska sommarspelen 2012
Vietnam deltog i olympiska sommarspelen 2012 som ägde rum i London i Storbritannien mellan den 27 juli och den 12 augusti 2012.

## Badminton
- Huvudartikel: Basket vid olympiska sommarspelen 2012

| Spelare          | Gren       | Gruppnivå                   | Gruppnivå                         | Gruppnivå         | Gruppnivå        | Eliminering       | Kvartsfinal       | Semifinal         | Final / brons     | Final / brons |
| Spelare          | Gren       | Motståndare Poäng           | Motståndare Poäng                 | Motståndare Poäng | Placering        | Motståndare Poäng | Motståndare Poäng | Motståndare Poäng | Motståndare Poäng | Placering     |
| ---------------- | ---------- | --------------------------- | --------------------------------- | ----------------- | ---------------- | ----------------- | ----------------- | ----------------- | ----------------- | ------------- |
| Nguyễn Tiến Minh | Herrsingel | Kashyap (IND) L 9–21, 14–21 | Y Tan (BEL) W 17–21, 21–14, 21–10 | 2                 | Gick inte vidare | Gick inte vidare  | Gick inte vidare  | Gick inte vidare  | Gick inte vidare  |               |

## Brottning
- Huvudartikel: Brottning vid olympiska sommarspelen 2012

Damer, fristil
| Brottare       | Gren   | Kvalomgång           | Åttondelsfinal       | Kvartsfinal          | Semifinal            | Återkval 1           | Återkval 2           | Final / brons        | Final / brons |
| Brottare       | Gren   | Motståndare Resultat | Motståndare Resultat | Motståndare Resultat | Motståndare Resultat | Motståndare Resultat | Motståndare Resultat | Motståndare Resultat | Placering     |
| -------------- | ------ | -------------------- | -------------------- | -------------------- | -------------------- | -------------------- | -------------------- | -------------------- | ------------- |
| Nguyễn Thị Lụa | -48 kg | BYE                  | Huynh (CAN) L 0–5    | Gick inte vidare     | Gick inte vidare     | Gick inte vidare     | Gick inte vidare     | Gick inte vidare     | 16            |

## Friidrott
- Huvudartikel: Friidrott vid olympiska sommarspelen 2012

Förkortningar
- Notera – Placeringar gäller endast den tävlandes eget heat
- Q = Kvalificerade sig till nästa omgång via placering
- q = Kvalificerade sig på tid eller, i fältgrenarna, på placering utan att ha nått kvalgränsen
- NR = Nationellt rekord
- N/A = Omgången inte möjlig i grenen
- Bye = Idrottaren behövde inte delta i omgången

Damer
Bana och väg
| Idrottare             | Event      | Final      | Final     |
| Idrottare             | Event      | Resultat   | Placering |
| --------------------- | ---------- | ---------- | --------- |
| Nguyễn Thị Thanh Phúc | 20 km gång | 1:33:36 NR | 36        |

Fältgrenar
| Idrottare          | Gren     | Kval  | Kval      | Final            | Final            |
| Idrottare          | Gren     | Längd | Placering | Längd            | Placering        |
| ------------------ | -------- | ----- | --------- | ---------------- | ---------------- |
| Dương Thị Việt Anh | Höjdhopp | 1.80  | =29       | Gick inte vidare | Gick inte vidare |

## Fäktning
- Huvudartikel: Fäktning vid olympiska sommarspelen 2012

Herrar
| Idrottare        | Gren                | Omgång 1                | Omgång 2          | Omgång 3          | Kvartsfinal       | Semifinal         | Final / BM        | Final / BM |
| Idrottare        | Gren                | Motståndare Poäng       | Motståndare Poäng | Motståndare Poäng | Motståndare Poäng | Motståndare Poäng | Motståndare Poäng | Placering  |
| ---------------- | ------------------- | ----------------------- | ----------------- | ----------------- | ----------------- | ----------------- | ----------------- | ---------- |
| Nguyễn Tiến Nhật | Värja, individuellt | Alimzjanov (KAZ) L 9–15 | Gick inte vidare  | Gick inte vidare  | Gick inte vidare  | Gick inte vidare  | Gick inte vidare  |            |

## Gymnastik
- Huvudartikel: Gymnastik vid olympiska sommarspelen 2012

### Artistisk
Herrar
| Idrottare       | Gren   | Kval    | Kval    | Kval    | Kval    | Kval    | Kval    | Kval   | Kval      | Final            | Final            | Final            | Final            | Final            | Final            | Final            | Final            |
| Idrottare       | Gren   | Redskap | Redskap | Redskap | Redskap | Redskap | Redskap | Totalt | Placering | Redskap          | Redskap          | Redskap          | Redskap          | Redskap          | Redskap          | Totalt           | Placering        |
| Idrottare       | Gren   | F       | PH      | R       | V       | PB      | HB      | Totalt | Placering | F                | PH               | R                | V                | PB               | HB               | Totalt           | Placering        |
| --------------- | ------ | ------- | ------- | ------- | ------- | ------- | ------- | ------ | --------- | ---------------- | ---------------- | ---------------- | ---------------- | ---------------- | ---------------- | ---------------- | ---------------- |
| Phạm Phước Hưng | Ringar | i.u.    | i.u.    | 14.433  | i.u.    | i.u.    | i.u.    | 14.433 | 40        | Gick inte vidare | Gick inte vidare | Gick inte vidare | Gick inte vidare | Gick inte vidare | Gick inte vidare | Gick inte vidare | Gick inte vidare |
| Phạm Phước Hưng | Barr   | i.u.    | i.u.    | i.u.    | i.u.    | 15.133  | i.u.    | 15.133 | 19        | Gick inte vidare | Gick inte vidare | Gick inte vidare | Gick inte vidare | Gick inte vidare | Gick inte vidare | Gick inte vidare | Gick inte vidare |

Damer
Lag
| Idrottare          | Gren       | Kval    | Kval    | Kval    | Kval    | Kval   | Kval      | Final            | Final            | Final            | Final            | Final            | Final            |
| Idrottare          | Gren       | Redskap | Redskap | Redskap | Redskap | Totalt | Placering | Redskap          | Redskap          | Redskap          | Redskap          | Totalt           | Placering        |
| Idrottare          | Gren       | F       | V       | UB      | BB      | Totalt | Placering | F                | V                | UB               | BB               | Totalt           | Placering        |
| ------------------ | ---------- | ------- | ------- | ------- | ------- | ------ | --------- | ---------------- | ---------------- | ---------------- | ---------------- | ---------------- | ---------------- |
| Phan Thị Hà Thanh  | Fristående | 12.466  | i.u.    | i.u.    | i.u.    | 12.466 | 71        | Gick inte vidare | Gick inte vidare | Gick inte vidare | Gick inte vidare | Gick inte vidare | Gick inte vidare |
| Phan Thị Hà Thanh  | Hopp       | i.u.    | 13.533  | i.u.    | i.u.    | 13.533 | 12 R      | Gick inte vidare | Gick inte vidare | Gick inte vidare | Gick inte vidare | Gick inte vidare | Gick inte vidare |
| Đỗ Thị Ngân Thương | Barr       | i.u.    | i.u.    | 11.466  | i.u.    | 11.466 | 73        | Gick inte vidare | Gick inte vidare | Gick inte vidare | Gick inte vidare | Gick inte vidare | Gick inte vidare |
| Đỗ Thị Ngân Thương | Bom        | i.u.    | i.u.    | i.u.    | 11.966  | 11.966 | 70        | Gick inte vidare | Gick inte vidare | Gick inte vidare | Gick inte vidare | Gick inte vidare | Gick inte vidare |

## Judo
Damer
| Idrottare   | Gren                    | Sextondelsfinal           | Åttondelsfinal       | Kvartsfinal          | Semifinal            | Återkval             | Bronsmatch           | Final                | Final            |
| Idrottare   | Gren                    | Motståndare Resultat      | Motståndare Resultat | Motståndare Resultat | Motståndare Resultat | Motståndare Resultat | Motståndare Resultat | Motståndare Resultat | Placering        |
| ----------- | ----------------------- | ------------------------- | -------------------- | -------------------- | -------------------- | -------------------- | -------------------- | -------------------- | ---------------- |
| Văn Ngọc Tú | Extra lättvikt (-48 kg) | Menezes (BRA) L 0002–0021 | Gick inte vidare     | Gick inte vidare     | Gick inte vidare     | Gick inte vidare     | Gick inte vidare     | Gick inte vidare     | Gick inte vidare |

## Rodd
Damer
| Idrottare                  | Gren                    | Heat    | Heat      | Återkval | Återkval  | Semifinal | Semifinal | Final   | Final     | Final |
| Idrottare                  | Gren                    | Tid     | Placering | Tid      | Placering | Tid       | Placering | Tid     | Placering |       |
| -------------------------- | ----------------------- | ------- | --------- | -------- | --------- | --------- | --------- | ------- | --------- | ----- |
| Phạm Thị Hài Phạm Thị Thảo | Lättvikts-dubbelsculler | 7:50,06 | 5 R       | 7:37,64  | 5 FC      | BYE       | BYE       | 7:51,82 | 16        |       |

## Taekwondo
| Idrottare           | Gren             | Åttondelsfinaler       | Kvartsfinaler        | Semifinaer           | Återkval             | Bronsmatch           | Final                | Final            |
| Idrottare           | Gren             | Motståndare Resultat   | Motståndare Resultat | Motståndare Resultat | Motståndare Resultat | Motståndare Resultat | Motståndare Resultat | Placering        |
| ------------------- | ---------------- | ---------------------- | -------------------- | -------------------- | -------------------- | -------------------- | -------------------- | ---------------- |
| Lê Huỳnh Châu       | Herrarnas −58 kg | Wei C-y (TPE) L 1–5    | Gick inte vidare     | Gick inte vidare     | Gick inte vidare     | Gick inte vidare     | Gick inte vidare     | Gick inte vidare |
| Chu Hoàng Diệu Linh | Damernas −67 kg  | Fromm (GER) L 1–13 PTG | Gick inte vidare     | Gick inte vidare     | Gick inte vidare     | Gick inte vidare     | Gick inte vidare     | Gick inte vidare |